# Aberdeen (Washington)
Pour les articles homonymes, voir Aberdeen (homonymie).
Aberdeen est une ville américaine de l'État de Washington. Elle est située au fond de la baie de Grays Harbor et est le centre économique du comté de Grays Harbor. La ville est appelée « la porte de la péninsule Olympique » mais est plus connue pour être le lieu de naissance de Kurt Cobain, le chanteur du groupe Nirvana.

## Histoire
Les colonisateurs qui arrivèrent dans la partie est du comté de Grays Harbor, aux États-Unis, nommèrent l'endroit Wishkah. La ville d'Aberdeen fut fondée en 1884 et officiellement incorporée (reconnue par l'État) le 12 mai 1890. Le 16 octobre 1903, un incendie généralisé rasa le quartier commerçant de la ville, détruisant 140 bâtiments et tuant quatre personnes. La ville a connu une croissance stable de son incorporation en 1890 jusqu'à 1940, la population locale passant de 1 638 à 18 846 habitants.

## Climat
| Mois                                  | jan.     | fév.     | mars    | avril   | mai     | juin    | jui.    | août    | sep.    | oct.    | nov.     | déc.     | année            |
| ------------------------------------- | -------- | -------- | ------- | ------- | ------- | ------- | ------- | ------- | ------- | ------- | -------- | -------- | ---------------- |
| Température minimale moyenne (°C)     | 2,9      | 2,6      | 3,6     | 5,1     | 8,1     | 10,7    | 12,3    | 12,4    | 10,6    | 7,1     | 4,2      | 2,5      | 6,8              |
| Température moyenne (°C)              | 5,8      | 6,4      | 7,7     | 9,3     | 12,2    | 14,4    | 16,2    | 16,6    | 15,5    | 11,6    | 7,7      | 5,4      | 10,7             |
| Température maximale moyenne (°C)     | 8,8      | 10,2     | 11,8    | 13,7    | 16,3    | 18,2    | 20,1    | 20,7    | 20,4    | 16,1    | 11,3     | 8,3      | 14,7             |
| Record de froid (°C) date du record   | −14 1950 | −13 1933 | −8 1906 | −7 1908 | −4 1900 | 0 1911  | 1 1907  | 2 1911  | −1 1919 | −7 1935 | −12 1955 | −14 1919 | −14 1919 et 1950 |
| Record de chaleur (°C) date du record | 19 1940  | 23 1992  | 28 1905 | 31 1926 | 33 2008 | 42 2021 | 41 1891 | 41 1981 | 38 1988 | 30 1987 | 23 1904  | 17 1924  | 42 2021          |
| Précipitations (mm)                   | 353,8    | 217,9    | 247,9   | 159,5   | 87,9    | 61      | 23,1    | 38,6    | 69,3    | 210,1   | 348,5    | 339,9    | 2 157,5          |
| dont neige (cm)                       | 0,05     | 0,3      | 0,5     | 0       | 0       | 0       | 0       | 0       | 0       | 0       | 0,5      | 0        | 1,35             |
| Nombre de jours avec précipitations   | 22,3     | 18,4     | 21,7    | 19,1    | 13,6    | 12,4    | 6,6     | 6,9     | 9,4     | 17,6    | 21,5     | 22,6     | 192,1            |
| Nombre de jours avec neige            | 0,06     | 0,12     | 0,05    | 0       | 0       | 0       | 0       | 0       | 0       | 0       | 0,14     | 0        | 0,37             |

| Diagramme climatique                                  |              |              |              |             |            |              |              |              |              |              |             |
| J                                                     | F            | M            | A            | M           | J          | J            | A            | S            | O            | N            | D           |
| 8,82,9353,8                                           | 10,22,6217,9 | 11,83,6247,9 | 13,75,1159,5 | 16,38,187,9 | 18,210,761 | 20,112,323,1 | 20,712,438,6 | 20,410,669,3 | 16,17,1210,1 | 11,34,2348,5 | 8,32,5339,9 |
| Moyennes : • Temp. maxi et mini °C • Précipitation mm |              |              |              |             |            |              |              |              |              |              |             |

## Personnalités liées à la ville
- Kurt Cobain (1967-1994), né à Aberdeen.
- Krist Novoselic (1965) emménage à Aberdeen en 1979
- Dale Crover (né en 1967)
- Bryan Danielson (né en 1981)
- Matt Lukin (1964- ), musicien, né à Aberdeen.

## Jumelages
- Hakui (Japon)
- Kanazawa (Japon)